# Breton (azienda)
La Breton S.p.A. è un'azienda privata italiana, fondata nel 1963, che produce macchinari ed impianti per la lavorazione dei metalli e per la produzione di aggregati e pietra artificiale composita (o engineered stone). 
Gli impianti e i macchinari prodotti da Breton possono essere utilizzati in diversi settori industriali quali quello metalmeccanico, dell'ingegneria aerospaziale, dell'energia, di autoveicoli da corsa, automotive, della produzione di utensili e stampi, della meccanica generale, della lavorazione della pietra e della produzione di piani di lavoro per la cucina.

## Storia
La Breton S.p.A. è stata fondata nel 1963 a Castello di Godego, in provincia di Treviso, da Marcello Toncelli.
Nei primi anni settanta Marcello Toncelli ha inventato la tecnologia "Bretonstone" (vibrocompattazione sottovuoto), un processo brevettato utilizzato per la produzione di aggregati e pietra composita.
Alla metà degli anni novanta, l'azienda ha iniziato a produrre centri di lavoro ad alta velocità destinati all'industria manifatturiera. 
Nel 1997 Marcello Toncelli viene nominato cavaliere del lavoro dalla Repubblica Italiana, per il suo contributo al settore industriale.
Dopo la morte del fondatore nel 2003, il controllo dell'impresa è passato ai figli, Luca e Dario Toncelli, già attivi nell'azienda insieme al partner Roberto Chiavacci, vicepresidente del consiglio di amministrazione.
Nel 2011 l'azienda acquisisce Bideseimpianti e firma una collaborazione con Boart & Wire, produttore di fili diamantati. Nel 2014 diviene membro ufficiale del "Graphene Flagship Project", progetto di ricerca della Commissione europea sulle applicazioni del grafene.

## Prodotti
Conta più di 900 dipendenti di cui 40 impegnati nel reparto di ricerca e sviluppo aziendale.
Produce tecnologie e macchinari destinati ai seguenti campi di applicazione:
- lavorazione della pietra composita
- lavorazione della pietra naturale
- lavorazione di materiali ceramici
- macchinari ad alta velocità per i settori aerospaziale, Formula 1 e automotive

### Premi e riconoscimenti
- Windows Embedded Partner Excellence Award: per la creazione di un software per la teleassistenza dei macchinari produttivi